# Oberamt Freudenstadt

Karte der württembergischen Oberämter, Stand 1926

Das Oberamt Freudenstadt war ein württembergischer Verwaltungsbezirk (auf beigefügter Karte # 14), der 1934 in Kreis Freudenstadt umbenannt und 1938 um einige Gemeinden angrenzender Kreise zum Landkreis Freudenstadt vergrößert wurde. Allgemeine Bemerkungen zu den württembergischen Oberämtern siehe Oberamt (Württemberg).

## Geschichte

Oberamt Freudenstadt, Gebietsstand 1813, mit den früheren Ämtergrenzen

Seit dem 14. Jahrhundert fungierte die Stadt Dornstetten als Verwaltungsmittelpunkt des württembergischen Besitzes an der Ostabdachung des nördlichen Schwarzwalds. Das waldreiche Gebiet an der Peripherie des Herzogtums war zwar nur dünn bevölkert, besaß aber aufgrund des Bergbaus wirtschaftliche und mit der Passstraße über den Kniebis, der wichtigsten Verbindung von Straßburg nach Stuttgart bzw. Ulm–Augsburg, auch strategische Bedeutung. Maßgeblichen Anteil an der Erschließung und Besiedlung der Region hatten auch die Klöster Alpirsbach und Reichenbach, die Württemberg 1535 bzw. 1595/1603 aufhob und als Klosterämter dem Staatsverband eingliederte. Freudenstadt, 1599 von Herzog Friedrich innerhalb des Dornstetter Amts gegründet, wurde ebenfalls Amtsstadt, allerdings nur für einen kleinen Bezirk, was sich bis Anfang des 19. Jahrhunderts nicht ändern sollte.
1807 wurden das Oberamt Dornstetten und das Klosteramt Reichenbach aufgelöst und dem Oberamt Freudenstadt einverleibt, das bis 1811 weiteren Gebietszuwachs durch Teile der ebenfalls aufgehobenen Ämter Altensteig und Alpirsbach erhielt. Nachbarn des von 1818 bis 1924 dem Schwarzwaldkreis zugeordneten Bezirks waren danach die württembergischen Oberämter Nagold, Horb, Sulz, Oberndorf sowie das Großherzogtum Baden.

### Ehemalige Herrschaften
1813, nach Abschluss der Gebietsreform, setzte sich der Bezirk ausschließlich aus altwürttembergischen Orten zusammen, die im Jahr 1800 zu folgenden Ämtern gehört hatten:
- - Oberamt Freudenstadt: Freudenstadt mit Christophstal und Kniebis, Rodt, Neuneck, Böffingen, Unteriflingen;
  - Oberamt Dornstetten: Dornstetten, Aach (mit Benzingerhof), Baiersbronn, Besenfeld, Dietersweiler, Erzgrube, Frutenhof, Glatten, Grüntal, Hallwangen, Herzogsweiler, Hörschweiler, Kälberbronn, Lauterbad, Untermusbach, Neunuifra, Niederhofen, Pfalzgrafenweiler, Schönmünzach (ohne die Glashütte), Schopfloch, Sulzbach, Tumlingen, Urnagold, Wittlensweiler, Zinsbach;
  - Oberamt Altensteig: Cresbach, Durrweiler, Edelweiler, Göttelfingen mit Parzellen, Grömbach, Ober- und Unterwaldach, Vörbach, Wörnersberg;
  - Klosteramt Reichenbach: Reichenbach, Heselbach, Hochdorf, Huzenbach, Igelsberg, Obermusbach, Röt, Schernbach, Schönegründ, Schönmünzach (Glashütte), Schwarzenberg, Tonbach;
  - Klosteramt Alpirsbach: Lombach, Loßburg (mit Büchenberg und Ödenwald), Oberiflingen, Reinerzau, Schömberg, Ursental, Wittendorf (mit Oberbrändi und Romsgrund);
  - Klosteramt Bebenhausen: Vesperweiler.

## Gemeinden

### Einwohnerzahlen 1856
Folgende Gemeinden waren 1858 dem Oberamt Freudenstadt unterstellt:
| Nr. | frühere Gemeinde  | Einwohnerzahl 1856 | Einwohnerzahl 1856 | heutige Gemeinde  |
| --- | ----------------- | ------------------ | ------------------ | ----------------- |
| Nr. | frühere Gemeinde  | evangelisch        | katholisch         | heutige Gemeinde  |
| 1   | Freudenstadt      | 5307               | 34                 | Freudenstadt      |
| 2   | Aach              | 509                | 1                  | Dornstetten       |
| 3   | Baiersbronn       | 4951               | 77                 | Baiersbronn       |
| 4   | Besenfeld         | 636                | 1                  | Seewald           |
| 5   | Böffingen         | 156                | 8                  | Glatten           |
| 6   | Cresbach          | 497                | 20                 | Waldachtal        |
| 7   | Dietersweiler     | 620                | 1                  | Freudenstadt      |
| 8   | Dornstetten       | 1064               | 4                  | Dornstetten       |
| 9   | Durrweiler        | 266                | 2                  | Pfalzgrafenweiler |
| 10  | Edelweiler        | 300                | –                  | Pfalzgrafenweiler |
| 11  | Erzgrube          | 217                | –                  | Seewald           |
| 12  | Glatten           | 728                | 1                  | Glatten           |
| 13  | Göttelfingen      | 686                | –                  | Seewald           |
| 14  | Grömbach          | 574                | 7                  | Grömbach          |
| 15  | Grünthal          | 629                | 16                 | Freudenstadt      |
| 16  | Hallwangen        | 442                | –                  | Dornstetten       |
| 17  | Herzogsweiler     | 759                | 4                  | Pfalzgrafenweiler |
| 18  | Heselbach         | 173                | 1                  | Baiersbronn       |
| 19  | Hochdorf          | 301                | –                  | Seewald           |
| 20  | Hörschweiler      | 231                | 5                  | Waldachtal        |
| 21  | Hutzenbach 1      | 596                | 3                  | Baiersbronn       |
| 22  | Igelsberg         | 215                | –                  | Freudenstadt      |
| 23  | Lombach           | 515                | 1                  | Loßburg           |
| 24  | Loßburg           | 983                | 3                  | Loßburg           |
| 25  | Neuneck           | 280                | 1                  | Glatten           |
| 26  | Ober-Iflingen     | 363                | 11                 | Schopfloch        |
| 27  | Ober-Musbach      | 69                 | –                  | Freudenstadt      |
| 28  | Pfalzgrafenweiler | 1443               | 3                  | Pfalzgrafenweiler |
| 29  | Reichenbach 2     | 880                | 5                  | Baiersbronn       |
| 30  | Reinerzau         | 400                | 74                 | Alpirsbach        |
| 31  | Rodt              | 338                | 1                  | Loßburg           |
| 32  | Röth              | 435                | 2                  | Baiersbronn       |
| 33  | Schömberg         | 312                | 1                  | Loßburg           |
| 34  | Schopfloch        | 507                | –                  | Schopfloch        |
| 35  | Schwarzenberg     | 411                | 86                 | Baiersbronn       |
| 36  | Thumlingen        | 378                | 1                  | Waldachtal        |
| 37  | Unter-Iflingen    | 249                | –                  | Schopfloch        |
| 38  | Unter-Musbach     | 350                | 1                  | Freudenstadt      |
| 39  | Wittendorf        | 673                | 13                 | Loßburg           |
| 40  | Wittlensweiler    | 733                | 12–                | Freudenstadt      |
| 41  | Wörnersberg       | 244                | –                  | Wörnersberg       |
|     | Summe             | 29.420             | 400                |                   |

### Änderungen im Gemeindebestand seit 1813

Gemeinden und Markungen um 1860

1819 wurde Huzenbach von Schwarzenberg getrennt und zur selbständigen Gemeinde erhoben.
1833 wurde Sulzbach von Dornstetten nach Lombach umgemeindet.
1926 wurde der Wohnplatz Zwieselberg von Reinerzau nach Freudenstadt umgemeindet.
1936 wurde Heselbach nach Klosterreichenbach eingemeindet.
1938 wurde Obermusbach nach Untermusbach sowie Rodt nach Loßburg eingemeindet.

## Amtsvorsteher
Die Oberamtmänner des Oberamts Freudenstadt ab 1807:
- 1807–1808: Friedrich Wendelin Hummel
- 1808–1810: Christian Friedrich Siegel
- 1810–1814: Christoph Friedrich von Schmidlin
- 1814–1815: Ferdinand August Weckherlin
- 1815–1817: Johann Friedrich Bauer
- 1819–1826: Christian Gottlieb Martz
- 1826–1946: Karl Friedrich Bardili
- 1828–1832: Carl Christian Heinrich Hettler
- 1832–1840: Johannes Friz
- 1840–1841: Heinrich Fleischhauer (Amtsverweser)
- 1842–1848: Hermann Süskind
- 1848–1851: Johann Conrad Sigmundt
- 1852–1859: Ludwig Rominger
- 1859–1870: Gustav Wilhelm Sandberger
- 1870–1873: Maximilian Michael Hölldampf
- 1873–1900: Carl Friedrich Bames
- 1900–1904: Hermann Schwaderer
- 1904–1906: Friedrich Krauß
- 1906–1914: Ernst Robert Heinrich Wiegandt
- 1914–1920: Ferdinand Frauer
- 1920–1922: Eugen Lutz
- 1922–1935: Karl Knapp